# JR九州サービスサポート
JR九州サービスサポート株式会社（ジェイアールきゅうしゅうサービスサポート）は、JR九州所有の鉄道車両・駅ビル等の清掃業務及び福岡市高速鉄道（福岡市交通局）の委託駅駅務管理等の受託業務を行う九州旅客鉄道のグループ企業である。
2018年7月1日にJR九州メンテナンスの清掃部門を存続会社として、JR九州鉄道営業を吸収合併し、設立された。

## 概要

### 駅収受部門（旧JR九州鉄道営業）
企業設立は1988年（昭和63年）2月18日である。国鉄分割民営化に伴い、日本国有鉄道（国鉄）時代に主に駅業務を受託していた日本交通観光社から、九州地区における業務（筑肥線及び大分地区を除く）の移譲を受け株式会社九州交通企画として設立した。九州旅客鉄道（JR九州）が100%出資する同社の子会社であった。
1998年4月1日付で、九鉄開発株式会社（当時の九州交通企画と同種の受託業務を行っていた企業。筑肥線の委託駅駅務、旧足立駅跡地の用地管理等を受託）と合併し、2012年4月1日付で商号をJR九州鉄道営業株式会社に変更した。JR九州鉄道営業がJRの業務を受託していた各駅には、各駅に「駅長」が配属されていた。国鉄、JR退職者で当務駅長の資格を持つ者、助役、駅長経験者がJR九州鉄道営業に出向、もしくは再雇用されて「駅長」として営業業務に当たっていた。制服、制帽すべてJR九州のものに準じていた。
車掌業務においては、JR九州の車掌職社員の定年退職者を駅業務に限定せず車内改札要員としてJR九州鉄道営業が雇用し、優等列車自由席の車内改札を行っていた。
2015年3月14日から香椎線などに導入された「Smart Support Station」におけるANSWERシステムのオペレーターとサポートスタッフの業務を受託している。2017年3月4日から筑豊本線若松駅～直方駅間でも同システムが導入されているが、若松駅、中間駅については朝の通勤、通学時間帯は駅員を配置していた。
JR九州サービスサポートの発足後も、駅受託業務、車内改札業務、「ANSWERシステム」のオペレーターとサポートスタッフの業務を引き継いでいる。制服、制帽もJR九州に準じたものを引き続き使用している。
なお、JR九州鉄道営業では2011年より熊本県内で農業事業に参入していたが、2015年にJR九州グループ内の農業事業をJR九州ファームに一本化するため、存続会社となるJR九州ファーム大分へ事業譲渡した。
2023年9月30日で駅業務のサービスサポートは本社直轄となったため、JR九州の駅業務受託は終了した。
2025年4月1日にリネンサプライ業を行うJR九州リネン株式会社を吸収合併した。
業務は以下のとおりである。
- 駅施設清掃、コインロッカー及び遺失物管理、各種施設管理
- ビル管理、清掃、警備
- ホテル清掃事業
- 住宅・マンション等の清掃
- 一般廃棄物及び産業廃棄物の運搬及び処理
- 損害保険代理店
- 介護付き有料老人ホーム「SJR別院」管理運営
- 文化施設等の委託管理
  - 長崎歴史文化博物館 - 施設管理業務を受託。
  - 九州鉄道記念館 - 運営業務を受託。
  - 門司赤煉瓦プレイス - 施設内の門司麦酒煉瓦館の管理及び運営業務を受託。
  - 北九州パレス
  - 岡垣町 情報プラザ人の駅
  - 福岡市立西市民センター
  - 九州芸文館
- リネンサプライ業

## 不祥事
2019年に福岡空港駅の駅員が、拾得した1日乗車券を融通しあい不正に利用した事案が発生している。

## 駅業務受託
福岡市地下鉄の一部駅の業務を受託している。2023年10月までJR九州の以下の駅（一部のみ記載）を委託していた。
福岡県
門司駅、小倉駅（1階改札口のみ受託）、西小倉駅、九州工大前駅、戸畑駅、枝光駅、スペースワールド駅、八幡駅、陣原駅、水巻駅、遠賀川駅、海老津駅、教育大前駅、東郷駅、東福間駅、福間駅、千鳥駅、古賀駅、ししぶ駅、新宮中央駅、福工大前駅、九産大前駅、香椎駅（2階改札を受託）、箱崎駅、吉塚駅、博多駅（北口出改札、博多シティ3階改札口･博多阪急改札口･アミュプラザ博多改札口及びハンズ改札口のみ受託）、竹下駅、笹原駅、春日駅、大野城駅、水城駅、二日市駅、原田駅、荒木駅、羽犬塚駅、瀬高駅、久留米大学前駅、筑後吉井駅、南小倉駅、城野駅、安部山公園駅、下曽根駅、朽網駅、苅田駅、小波瀬西工大前駅、宇島駅、田川伊田駅（出改札業務のみ受託）、直方駅、飯塚駅、桂川駅、篠栗駅、原町駅、柚須駅、下山門駅、今宿駅、九大学研都市駅、周船寺駅、波多江駅、糸島高校前駅、美咲が丘駅、筑前深江駅
佐賀県
基山駅、弥生が丘駅、中原駅、吉野ケ里公園駅、神埼駅、江北駅、肥前鹿島駅、有田駅、小城駅、唐津駅
長崎県
喜々津駅、浦上駅、長与駅、大村駅、竹松駅、ハウステンボス駅、早岐駅
熊本県
阿蘇駅、肥後大津駅、三里木駅、光の森駅、武蔵塚駅、新水前寺駅、南熊本駅、平成駅、荒尾駅、玉名駅、上熊本駅、小川駅、八代駅（出改札業務のみ受託）、三角駅
大分県
柳ケ浦駅、宇佐駅、杵築駅、亀川駅、別府大学駅、西大分駅、高城駅、鶴崎駅、大在駅、坂ノ市駅、臼杵駅、津久見駅、南大分駅、向之原駅、豊後森駅、中判田駅、三重町駅
宮崎県
南延岡駅、日向市駅、高鍋駅、佐土原駅、南宮崎駅、都城駅、宮崎空港駅、小林駅
鹿児島県
霧島神宮駅、国分駅、加治木駅、帖佐駅、姶良駅、上伊集院駅、伊集院駅、指宿駅